# Cassidulinoidea
Cassidulinoidea, tradicionalmente denominada Cassidulinacea, es una superfamilia de foraminíferos del suborden Buliminina y del orden Buliminida. Su rango cronoestratigráfico abarca desde el Paleoceno hasta la Actualidad.

## Discusión
Clasificaciones previas incluían Cassidulinoidea en el suborden Rotaliina y/o orden Rotaliida.

## Clasificación
Cassidulinoidea incluye a las siguientes familias:
- Familia Cassidulinidae
- Familia Cassidulinitidae
- Familia Hooperellidae

Otra familia considerada en Cassidulinoidea es:
- Familia Bolivinellidae, habitualmente incluida en la superfamilia Loxostomatoidea